# Суффолк
Су́ффолк, Са́ффолк (англ. Suffolk, [ˈsʌfək]) — церемониальное неметропольное графство на востоке Англии. Входит в состав региона Восточная Англия. Столица и крупнейший город — Ипсуич. Другие крупные города — Лоустофт и Бери-Сент-Эдмундс. Население 709,3 тыс. человек (31-е место среди церемониальных графств и 13-е — среди неметропольных графств; данные 2007 года).

## География
Общая площадь территории 3801 км² (8-е место среди церемониальных графств и 6-е — среди неметропольных графств). Реки Уз, Уэйвени, Стур, Оруэлл. Каналы Стоумаркет и Лоустофт. Главные города Бери-Сент-Эдмундс, Ипсуич, Ай), Садбери).

## Административное деление
В состав графства входят 7 районов:
|  | 1. Ипсуич 2. Суффолк-Костал 3. Уэйвени 4. Мид-Суффолк 5. Бейбер 6. Сент-Эдмундсбери 7. Форест-Хит |

## Достопримечательности
- Замок Фрамлингем
- Замок Орфорд
- Саттон-Ху
- Дом в облаках